# Mohammad Al-Dmeiri
Mohammad Al-Dmeiri (Amman, 30 agosto 1987) è un ex calciatore giordano, difensore.

## Carriera

### Club
Ha sempre giocato nel campionato giordano.

### Nazionale
Ha giocato nella nazionale giordana Under-20.
Ha esordito in nazionale maggiore nel 2009.

## Statistiche

### Cronologia presenze in Nazionale
| Cronologia completa delle presenze e delle reti in nazionale ― Giordania | Cronologia completa delle presenze e delle reti in nazionale ― Giordania | Cronologia completa delle presenze e delle reti in nazionale ― Giordania | Cronologia completa delle presenze e delle reti in nazionale ― Giordania | Cronologia completa delle presenze e delle reti in nazionale ― Giordania | Cronologia completa delle presenze e delle reti in nazionale ― Giordania | Cronologia completa delle presenze e delle reti in nazionale ― Giordania | Cronologia completa delle presenze e delle reti in nazionale ― Giordania |
| Data                                                                     | Città                                                                    | In casa                                                                  | Risultato                                                                | Ospiti                                                                   | Competizione                                                             | Reti                                                                     | Note                                                                     |
| ------------------------------------------------------------------------ | ------------------------------------------------------------------------ | ------------------------------------------------------------------------ | ------------------------------------------------------------------------ | ------------------------------------------------------------------------ | ------------------------------------------------------------------------ | ------------------------------------------------------------------------ | ------------------------------------------------------------------------ |
| 20-3-2021                                                                | Dubai                                                                    | Oman                                                                     | 0 – 0                                                                    | Giordania                                                                | Amichevole                                                               | -                                                                        | 85’                                                                      |
| 24-3-2021                                                                | Dubai                                                                    | Giordania                                                                | 1 – 0                                                                    | Libano                                                                   | Amichevole                                                               | -                                                                        |                                                                          |
| 30-3-2021                                                                | Dubai                                                                    | Giordania                                                                | 2 – 1                                                                    | Bahrein                                                                  | Amichevole                                                               | -                                                                        |                                                                          |
| Totale                                                                   |                                                                          | Presenze                                                                 | 3                                                                        |                                                                          | Reti                                                                     | 0                                                                        |                                                                          |

## Palmarès

### Club

#### Competizioni nazionali
- Campionato giordano: 7

Al-Wehdat: 2007, 2008, 2009, 2011, 2014, 2015
- Coppa della Giordania: 4

Al-Wehdat: 2009, 2010, 2011, 2014